# لانه (دهانه)

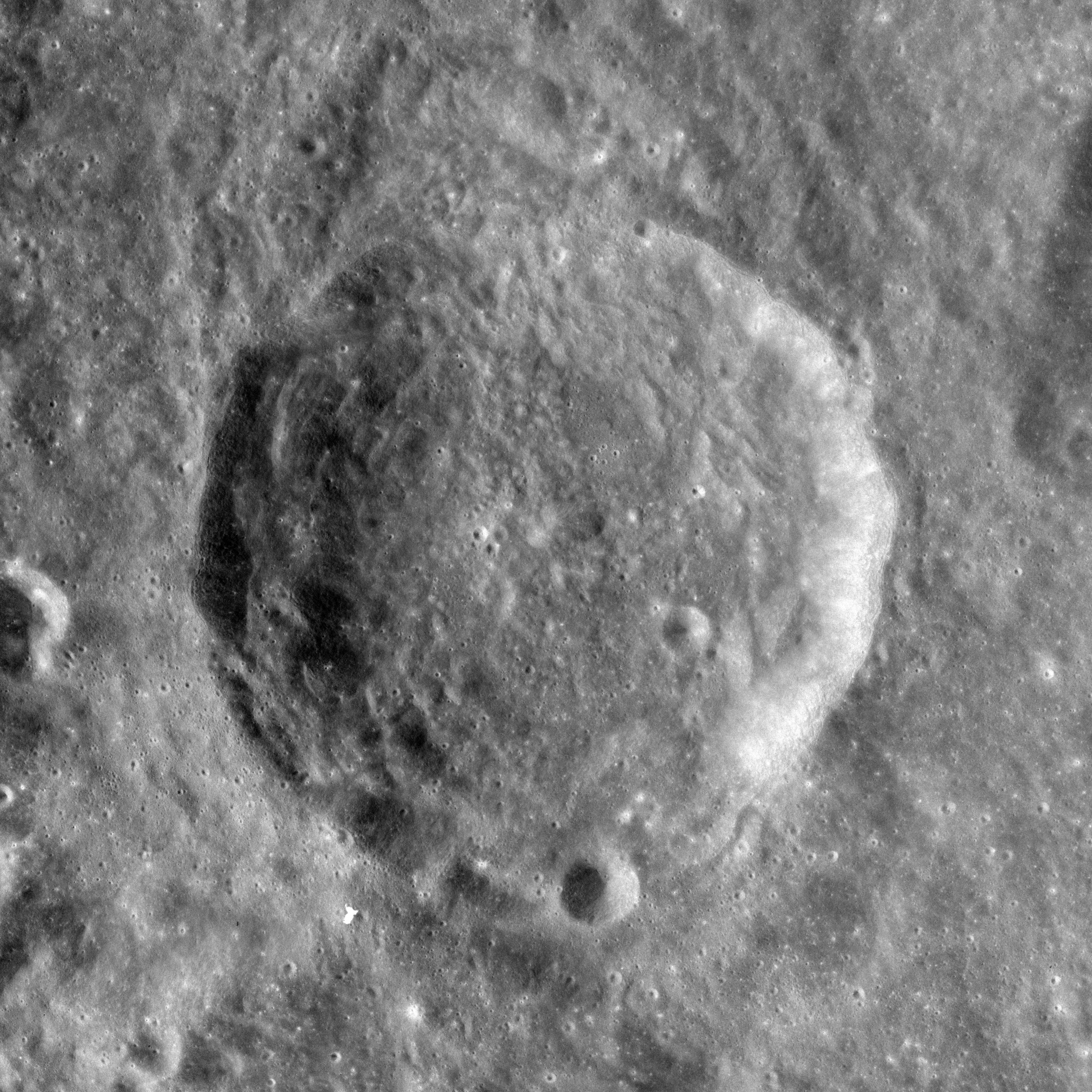
تصویری از دهانه لانه

لانه یک دهانه برخوردی در سمت پنهان ماه‌ است.

## دهانه‌های اقماری
این دهانه ۲ دهانه اقماری دارد.
| لانه | عرض جغرافیایی | طول جغرافیایی | قطر          |
| ---- | ------------- | ------------- | ------------ |
| S    | ۹.۷° S        | ۱۳۰.۷° E      | ۳۵.۰ کیلومتر |
| B    | ۷.۵° S        | ۱۳۲.۹° E      | ۱۳.۰ کیلومتر |